# Алесандро Маласпина
Алесандро Маласпина (на италиански: Alessandro Malaspina; на испански: Alejandro Malaspina или Alexandro Malaspina) е италиански мореплавател и географ на испанска служба.

## Биография

### Произход и военна кариера (1754 – 1786)
Роден е на 5 ноември 1754 година в градчето Мулацо, Велико херцогство Тоскана (днес провинция Тоскана, Италия), в семейство на маркиз, владеещ по това време освен Мулацо и няколко съседни села. От 1762 до 1765 малкият Алесандро заедно със семейството си живее в Палермо у чичото на майка си, който тогава е вицекрал на Сицилия. От 1765 до 1773 Маласпина учи в Римската семинария „Клементино“ и в съответствие със семейната традиция се подготвя за духовник. Обучението в семинарията предизвиква у него отвращение към религията и с поддръжката на баща си заминава за остров Малта, където през 1773 г. е посветен в рицар на Малтийския орден. Една година пребивава на Малта, като през това време се запознава с морското корабоплаване и участва в борбата с пиратите в Средиземно море.
След смъртта на баща си през 1774 г. се преселва при чичо си в Испания, който по това време служи във военноморския флот на Испания, и на 18 ноември същата година става гардемарин в Кралската военноморска академия в Кадис. Благодарение на знатния си произход и роднинските си връзки кариера му се развива бързо. През 1775 – 1776 като младши офицер участва в обсадите на Мелиля и Алжир.
През 1777 – 1779 участва в плаване до Филипините покрай нос Добра надежда. По време на плаването е произведен в чин лейтенант. До 1782 г. участва в няколко морски сражения, в които проявява своите командирски качества и е повишен в капитан. През 1783 – 1784 като старши помощник на фрегатата „Асунсион“ извършва ново плаване до Филипините, а след завръщането си две години се занимава с картирането на испанското крайбрежие.

### Околосветски плавания (1786 – 1794)

#### Търговско плаване (1786 – 1788)
От 5 септември 1786 до 18 май 1788 г. Маласпина е натоварен с търговска мисия. Заобикаля нос Хорн, отбива се в Консепсион (Чили) и Каляо (Перу) и на 5 май 1787 пристига в Манила. След това посещава Батавия и заобикаля нос Добра Надежда, след което на фрегата възниква епидемия от скорбут, от която умират 16 души и се завръща в Испания, след като е изпълнил всички указания на търговската компания.

#### Военно-научна експедиция (1789 – 1794)
През септември 1788 г. Маласпина е назначен за началник на Испанска военно-научна експедиция с два кораба („Descubieta“ и „Atrevida“) за поддържане статуса на Испания в задморските ѝ владения в Америка и Азия. Като цяло плаването на Маласпина по научни достижения и резултати може да се сравни с тези на Джеймс Кук и Жан-Франсоа Лаперуз. Тъй като резултатите от експедицията не са своевременно публикувани след плаването, чак в края на XIX век стават известни огромното количество дейности, извършени по време на плаването.
Корабите отплават от Кадис на 30 юли 1789 г. По време на плаването посещават Монтевидео, Буенос Айрес, заобикалят нос Хорн и започват детайлно картиране на западното крайбрежие на Америка. Маласпина изследва и картира о-ви Хуан Фернандес, целите тихоокеански крайбрежия на Чили, Перу, Еквадор, Колумбия, страните от Централна Америка, в т.ч. остров Кокос и брега на Мексико до Акапулко. От Акапулко през 1791 г. Маласпина отпътува по суша до Мексико Сити, където получава кралски инструкции, в които му е наредено да предприеме търсене на Северозападния проход. Тези инструкции променят първоначалните му планове и той се отправя на север към Аляска като пътьом продължава картирането на западното тихоокеанско крайбрежие на Северна Америка.
По крайбрежието на Аляска, на 55°35′ с. ш. 131°20′ з. д. / 55.583333° с. ш. 131.333333° з. д., открива остров Ревиля-Хихедо и ледника Маласпина (2200 км2, 59°55′ с. ш. 140°32′ з. д. / 59.916667° с. ш. 140.533333° з. д.). Маласпина престоява пет месеца във водите на Аляска. Установява контакт с индианците тлинкити, като учените на корабите съставят речник на езика им, описват религиозните им обичаи и начините на водене на война с другите племена. Художниците на експедицията оставят ценни рисунки, изобразяващи бита на индианците. През 1792 г. експедицията се завръща в Акапулко.
В края на 1792 г. корабите пресичат Тихия океан, посещават остров Гуам и достигат Манила, където престояват няколко месеца, като един от корабите посещава Макао. След това Маласпина се отправя към Нова Зеландия, където изследва и картира южното и югозападно крайбрежие на Южния остров, където открива залива Даутфул Саунд (45°18′ ю. ш. 166°59′ и. д. / 45.3° ю. ш. 166.983333° и. д.) и продължава за току-що създадения град Сидни. На връщане експедицията един месец пребивава на о-вите Тонга, пристига в Каляо, а след това в Талкауано и детайлно картира фиордите по южното крайбрежие на Чили. Заобикаля нос Хорн, посещава Патагония, Фолкланските о-ви и Монтевидео и на 21 септември 1794 г. след 62 месеца плаване се завръща в Кадис.

#### Резултати от експедицията
По своите мащаби плаването на Маласпина не отстъпва на експедициите на Бугенвил, Кук и Лаперуз. Детайлно е картирано западното крайбрежие на Южна и Северна Америка и за първи път е измерена дължината на това крайбрежие. Маласпина определя възможното трасе на Панамския канал и даже предлага проект за неговото строителство. Експедицията на Маласпина е първата толкова продължителна експедиция, която не загубва нито един човек по време на своето плаване.

### Следващи години (1794 – 1810)
През декември 1794 г. Маласпина е приет на аудиенция при крал Карлос IV и за своите заслуги през 1795 е произведен в бригадир на флота.
Анализирайки събраните от експедицията материали, Маласпина стига до извода, че на страните в Латинска Америка трябва да се предостави независимост, като се образува задморска конфедерация, свързана с Испания с търговски и военни договори. През септември 1795 г. внася своя проект за обсъждане в правителството, но на 23 ноември е арестуван и обвинен в антидържавен заговор. На 20 април 1796 Маласпина е осъден, с кралски указ е разжалван и затворен в крепостта Сан Антон в Ла Коруня, където пребивава до 1802 г. В затвора той се занимава с по-нататъшна обработка на материалите на експедицията и подготовката им за печат. Започналите войни с Наполеон осуетяват издаването им и документите са разпиляни по различни архиви, много от които по-късно се оказва, че са изгубени. Чак в края на XIX век материалите на експедицията са издадени в Испания, когато вече страната е второстепенна европейска държава и е изгубила своите владения в Америка.
По настояване на Наполеон и други видни личности, през 1802 г. Маласпина е освободен и изгонен от Испания. Връща се в родната си Италия и се заселва в градчето Понтремоли (на 90 км от Парма), където извършва активна дейност – по време на жълта треска през 1803 г. в Ливорно организира карантинен контрол и не допуска разпространението на заразата. Взема активно участие и в политическия живот на Италия.
Умира на 9 април 1810 година в Понтремоли на 55-годишна възраст без да е женен и не оставя потомство.

## Памет
Неговото име носят:
- връх Маласпина (60°19′ с. ш. 140°34′ з. д. / 60.316667° с. ш. 140.566667° з. д., 3776 м) в Канада, територия Юкон;
- връх Маласпина (49°52′ с. ш. 126°32′ з. д. / 49.866667° с. ш. 126.533333° з. д., 1573 м) в Канада на остров Ванкувър;
- езеро Маласпина (59°48′ с. ш. 140°09′ з. д. / 59.8° с. ш. 140.15° з. д.) в югоизточната част на Аляска;
- залив Маласпина (50°03′ с. ш. 124°47′ з. д. / 50.05° с. ш. 124.783333° з. д.) на Тихия океан, провинция Британска Колумбия, Канада;
- ледник Маласпина (59°55′ с. ш. 140°32′ з. д. / 59.916667° с. ш. 140.533333° з. д.) в югоизточната част на Аляска, спускащ се в езерото Маласпина;
- нос Маласпина (49°12′ с. ш. 123°52′ з. д. / 49.2° с. ш. 123.866667° з. д.) най-северната точка на остров Кабриола край източните брегове на остров Ванкувър, провинция Британска Колумбия, Канада;
- полуостров Маласпина (50°01′ с. ш. 124°46′ з. д. / 50.016667° с. ш. 124.766667° з. д.) в провинция Британска Колумбия, Канада;
- природен парк Маласпина (50°02′ с. ш. 124°46′ з. д. / 50.033333° с. ш. 124.766667° з. д.) в провинция Британска Колумбия, Канада;
- проток Маласпина (49°40′ с. ш. 124°15′ з. д. / 49.666667° с. ш. 124.25° з. д.) между остров Тексада и континента в провинция Британска Колумбия, Канада;
- училищен колеж „Алесандро Маласпина“ в град Нанаймо, провинция Британска Колумбия, Канада.